# Idioma tacuate
El tacuate o mixteco de Sierra sur oeste es una lengua indígena americana de la familia mixteca hablada en el estado mexicano de Oaxaca, por entre 2000 y 6000 personas, la mayoría de los cuales son también bilingües en español (solo un 20% son monolingües). Es la lengua de los tacuates, grupo étnico de habla mixteca que posee una identidad diferenciada frente a otros pueblos mixtecos. Esta variedad de las lenguas mixtecas también es conocida como mixteco de Santa María Zacatepec y tacuate.

## Aspectos históricos, sociales y culturales
Los tacuates viven principalmente en dos municipios de la Mixteca de la Costa: Santa María Zacatepec (distrito de Putla, Oaxaca) y en Santiago Ixtayutla (distrito de Jamiltepec, Oaxaca).

## Clasificación
El mixteco de Santa María Zacatepec es una de las lengua mixtecas, perteneciente al grupo mixtecano de las lenguas otomangues. Los tacuates no se reconocen a sí mismos como mixtecos, pero su habla forma parte de la macrolengua mixteca. Ellos llaman a su habla cotidiana tu'un va'a. Ethnologue dice que la inteligibilidad del mixteco de Zacatepec es de 40-50% respecto al de Metlatónoc, 25-30% con la variedad de Yoloxóchitl; guarda mayor similitud con las hablas de Ixtayutla y Jicaltepec, con 64 y 63% de inteligibilidad mutua respectivamente. 